# باشگاه فوتبال لادا-تولیاتی
باشگاه فوتبال لادا-تولیاتی (روسی: ФК "Лада-Тольятти") یک باشگاه فوتبال در شهر تولیاتی کشور روسیه است. این باشگاه در سال ۱۹۷۰ میلادی تاسیس شد. ورزشگاه تورپیدو محل برگزاری بازی‌های خانگی این باشگاه است.

## تاریخ
این باشگاه در سال 1970 در شرکت خودروسازی آوتوواز با نام Torpedo تأسیس شد. این تیم تا زمان انحلال اتحاد جماهیر شوروی در لیگ دوم شوروی بازی می کرد. در سال 1988 این باشگاه به نام تجاری لادا VAZ تغییر نام داد.
لادا از زمان ورود به بخش اول روسیه در سال 1992، تعدادی حرکات بخش را تجربه کرد. آنها در سال‌های 1994 و 1996 در دسته برتر، در سال‌های 1992-1993، 1995، 1997-1998، 2000-2003 و 2006 در دسته اول، و در سال‌های 1999-2004 در دسته دوم بازی کردند. هر دو طلسم در دسته برتر ناموفق بودند، زیرا لادا در آخر به پایان رسید. لادا در سال 2002/03 به نیمه نهایی جام روسیه رسید. لادا تولیاتی موفق به کسب مجوز دسته اول نشد و در نتیجه در سال 2007 به دسته دوم سقوط کرد.

## نتایج اخیر
این تیم در فصل ۲۰۲۵_۲۰۲۴ ، پس از برد در دور اول انتخابی جام حذفی روسیه، در دور دوم انتخابی با نتیجه ۰-۲ از حریف خود باخت.